# 𨥙

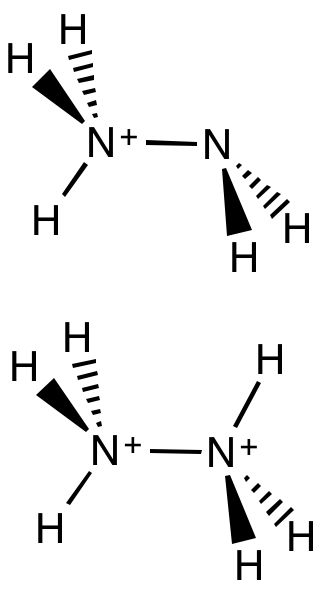
𨥙是質子化的肼，圖中顯示肼的兩個質子化衍生物的結構：N_{2}H和N_{2}H.

𨥙是一種陽離子，化學式為N2H5+，是肼（聯氨分子）質子化後的產物，但在某些情況下，肼（Hydrazine）也可以代表此種離子，例如硫酸肼。而四級氮的肼衍生物也可稱為𨥙。𨥙可以利用肼在強酸下質子化得到。部分𨥙的鹽是化學中的常用試劑，通常用於某些工業製程。兩者均為水溶性無色鹽。𨥙是一種弱酸，其酸度系数pKa為8.1。

## 命名
𨥙的英文名稱來自於（肼）和「-ium」組成，類似於銨的命名，由於其離子呈現類似金屬的性質（如弱酸性），加上了表示金屬元素的字尾「-ium」。
中文則是將「肼」的偏旁改成金部，變為「𨥙」，但由於這個字不易輸入，部分文獻將该字拆开，寫為「钅井」、或圖像，有時亦誤作「鉼」。2020年，Unicode的中日韩统一表意文字扩展区G收录了，然而该字是作为“镜”的二简字收录的，与表示阳离子的实为同形字关系。

## 疊氮化𨥙
疊氮化𨥙是𨥙的疊氮化物，也是𨥙化合物中最不尋常、不穩定的一種。疊氮酸肼（N5H5）是肼和疊氮酸的鹽，由於其氮含量高，具有高爆炸性，因此具有科學研究價值。在結構上，它是[N
2H
5]+
[N
3]−
，因此也稱作疊氮酸𨥙或肼疊氮酸鹽。
這種物質会爆炸性的地分解成肼、氨和氮氣：
12 N
5H
5 → 3 N
2H
4 + 16 NH
3 + 19 N
2

## 雙正𨥙離子
𨥙仍然可以在被質子化成雙正離子，稱為雙正𨥙（Hydrazinediium）、過𨥙或二價𨥙（Hydrazinium(2+)），其化學式為N2H62+。
其質子化的反應常數K = 8.4 x 10-16：
[N2H5]+ + H+ → [N2H6]2+
疊氮酸𨥙與硫酸反應可得到純的硫酸過𨥙（Hydrazinediium Sulfate）和疊氮酸：
[N2H+
5][N−
3] + H2SO4 → [N2H2+
6][SO2−
4] + HN3
這種離子也是一種肼衍生物，其分子形狀與乙烷相近。
不過這種離子會完全水解，與水反應生成𨥙例子和鋞離子，因此幾乎不會存在於水溶液中：
[N2H6]2+ + H2O → N2H5+ + H3O+